# Get 啾! / SHE的真相
「Get 啾! / SHE的真相」（Get チュー! / SHEの事実）是日本的音樂团体AAA的第13张单曲。2007年4月18日由avex trax发售。

## 概要
- 「Get 啾! / SHE的真相」是AAA第三張2A單曲。與單曲「Climax Jump」和「前進吧 少鷹軍團2007」相距約1個月；與單曲「Black & White」相距約4個月。
- 「Get 啾!」是AAA全員出演，House食品「フルーチェ ハンディータイプ」的電視廣告歌曲。
- 「SHE的真相」是House食品「フルーチェ Cの果実」的電視廣告歌曲。
- 此單曲有3個版本，分別有「Get 啾! ver.」、「SHE的真相 ver.」和「CD ONLY」。各版本收錄不同的Music Clip，而且收錄了「Black & White」的「Samurai heart -侍魂- (Nu-JAPANESE-RAVE MIX)」
- 在4月30日於公信榜单曲週排行榜取得第5位，是AAA當時銷量排名最高的單曲。

## 收录内容

### CD+DVD（Get 啾! ver.）
CD
1. Get 啾!
（作詞：松井五郎 作曲：石田匠 編曲：小西貴雄）
2. SHE的真相
（作詞:井上秋緒 作曲:すみだしんや 編曲:鈴木秀行）
3. Samurai heart -侍魂- (Nu-JAPANESE-RAVE MIX)
4. Get 啾!（Instrumental）
5. SHE的真相（Instrumental）

DVD
1. Get 啾!（Music Clip）

### CD+DVD（SHE的真相 ver.）
CD
1. Get 啾!
2. SHE的真相
3. Samurai heart -侍魂- (Nu-JAPANESE-RAVE MIX)
4. Get 啾!（Instrumental）
5. SHE的真相（Instrumental）

DVD
1. SHE的真相（Music Clip）

### CD ONLY
1. Get 啾!
2. SHE的真相
3. Samurai heart -侍魂- (Nu-JAPANESE-RAVE MIX)
4. Get 啾!（Instrumental）
5. SHE的真相（Instrumental）